# Зоопарк Статен-Айленда
Зоопа́рк Ста́тен-А́йленда (англ. Staten Island Zoo) — маленький зоопарк, расположенный в Статен-Айленде, одном из боро Нью-Йорка.

## История
В августе 1933 года было организовано Зоологическое общество Статен-Айленда, и в то же время началось строительство зоологического парка на выделенной государством территории острова площадью в 3,3 гектара. Зоопарк проектировался в районе парка Кларенса Барретта (Clarence T. Barrett Park) как часть программы Федерального правительства США.
Официальное открытие зоопарка Статен-Айленда состоялось 10 июня 1936. Он стал первым зоологическим заведением в США, посвятившим свою работу исключительно образовательным целям.
С момента открытия определилась и специализация зоопарка как «зоопарка пресмыкающихся». Он стал первым из зоопарков, где демонстрировались все 32 вида гремучих змей, обитающих в США; к концу 1960-х годов здесь имелась одна их наиболее полных коллекций гремучих змей в мире (39 видов).
Бо́льшая часть заслуги в развитии и специализации зоопарка принадлежит Карлу Фредерику Коффелду (Carl Frederick Kauffeld) — куратору рептилий и директору зоопарка. Именно его внимание и любовь к пресмыкающимся и земноводным, особенно гремучим змеям, принесла международную славу и известность коллекции зоопарка. Гарольд О’Коннел (Harold J. O’Connell) — организатор Зоологического общества Стайтен-Айленда и Кэрол Страйкер (Carol Stryker) — первый директор зоопарка, разделившие страсть Коффелда к рептилиям, стали основными организаторами и активными пропагандистами коллекции.
Зоопарк Статен-Айленда стал первым учреждением в США, в штат которого на полный рабочий день была принята женщина-ветеринар. Устройство на работу в 1942 году доктора Патриции О’Коннор (Patricia O’Connor) в качестве ветеринарного врача стало историческим событием. Она была и соучредителем, и первым президентом-женщиной американской Ассоциации ветеринарных врачей зоопарков, а впоследствии дважды переизбиралась президентом Ассоциации женщин-ветеринаров США.
С момента открытия зоопарка его сотрудники и коллекция стали образцовым образовательно-региональным центром. За эти годы город Нью-Йорк получил «самый большой маленький зоопарк», служащий делу просвещения посетителей и жителей города.
После реконструкции зоопарка в 1969 году на его территории был открыт «Детский центр». Спроектированная в виде дворика фермерского хозяйства, коллекция «Детского зоопарка» сосредоточилась в руках самих детей, где они непосредственно могут общаться с животными. После реконструкции и завершения строительства детского центра значительно увеличилась посещаемость парка семейными парами, родителями с маленькими детьми и школьниками.
В 1980-х Совет попечителей принял обязательства по ремонту и реконструкции района; публикация Совета «Планы преобразования на 1980-е» послужила проектом переустройства района зоопарка. На ремонт, модернизацию и улучшение выставочной экспозиции было затрачено около 16 млн долл.
В 1988 году зоопарк был аккредитован американской Ассоциацией зоологических парков и аквариумов (AZA). Началось новое развитие выставочных павильонов; главной целью стало приближение условий существования животных к природным, чтобы предоставить возможность посетителям видеть птиц и зверей практически в дикой среде обитания. Строительство и расширение выставочных помещений, их улучшение и реконструкция продолжаются и в настоящее время.
Благодаря эффективности новых выставочных павильонов стало больше возможностей для сохранения и увеличения коллекции зоопарка, повысилось качество образовательных программ, помогающих посетителям лучше понять жизнь животных в природе и их значение для человека.

## Коллекция
Коллекция зоопарка Статен-Айленда представлена различными представителями животного мира, содержащимися в специализированных павильонах и на открытом воздухе. В их число входят:
- звери — 129 экземпляров 33-х видов;
- птицы — 66 экземпляров 25-ти видов;
- рептилии — 177 экземпляров 54-х видов;
- амфибии — 88 экземпляров 16-ти видов;
- рыбы — 186 экземпляров 53-х видов;
- беспозвоночные — более 326 экземпляров 42-х видов.